# Bobbie Bresee
Bobbie Bresee est une actrice américaine née le 1er janvier 1947 à San Diego, Californie.
Elle est principalement connue comme actrice de films d'horreur où elle a même reçu le surnom de la Reine du cri (Scream Queen en anglais).

## Biographie
Avant de devenir actrice, elle a exercé la profession de professeur de musique (elle est une joueuse de piano émérite) et avait posé à une occasion pour Playboy. Elle enchaîna alors les rôles dans les films d'horreur à petit budget. Son rôle le plus célèbre est celui d'une jeune femme possédée par un démon dans le film Mausoleum (1983). 
Elle fit aussi une carrière à la télévision, en apparaissant dans diverses séries.
Son mari est l'animateur radio et historien de la radio, Frank Bresee.

## Filmographie partielle

### Cinéma
- 1983 : Mausoleum : Susan Walker Farrell
- 1985 : Ghoulies
- 1986 : Prison Ship : Marai
- 1986 : Armed Response : Anna
- 1987 : Surf Nazis Must Die : la mère de Smeg
- 1987 : Evil Spawn : Lynn Roman
- 1991 : My Lovely Monster : La star hollywoodienne
- 1995 : Prima Donnas : Ava Sterling

### Court-métrage
- 1989 : Murphy's Laws of Golf : la femme

### Télévision
- 1978 : Drôles de dames : Amy (1 épisode)
- 1978 : David Cassidy - Man Undercover (1 épisode)
- 1979 : BJ and the Bear : barmaid (1 épisode)
- 1980 : Police Story: Confessions of a Lady Cop
- 1980 : La croisière s'amuse (1 épisode)
- 1981 : L'Homme qui tombe à pic (1 épisode)
- 1983 : Simon et Simon : Sybil (1 épisode)
- 1986 : L'Homme qui tombe à pic (1 épisode)
- 1990 : Santa Barbara : Yvonne Bartelo (personnage récurrent sur toute une saison)

## Récompenses

### Nominations
- Saturn Award : Nomination au Saturn Award de la meilleure actrice 1984